# Il'ja Man'kov
Il'ja Sergeevič Man'kov (in russo Илья Сергеевич Маньков?; Nižnij Tagil, 17 marzo 2003) è un saltatore con gli sci russo.

## Biografia
Originario di Nižnij Tagil e attivo in gare FIS dal luglio del 2019, Man'kov ha esordito in Coppa del Mondo il 22 febbraio 2020 a Râșnov (49º), ai Mondiali di volo a Planica 2020, dove si è classificato 32º nella gara individuale e 7º in quella a squadre, e ai Campionati mondiali a Oberstdorf 2021, piazzandosi 8º nella gara a squadre.